# Bundesnotarkammer
Die Bundesnotarkammer ist eine deutsche Körperschaft des öffentlichen Rechts, deren Mitglieder die 21 Notarkammern im gesamten Bundesgebiet sind. Den Notarkammern in den Ländern gehören die in ihrem Gebiet bestellten Notare an, von denen es im Jahr 2014 7.328 gab.

## Aufgaben der Bundesnotarkammer
Der Bundesnotarkammer obliegt gem. § 78 Bundesnotarordnung im Wesentlichen die Vertretung der Gesamtheit der deutschen Notare im nationalen und internationalen Bereich. Sie wirkt im Gesetzgebungsverfahren mit und erfüllt sie durch Stellungnahmen und Gutachten zu Gesetzgebungsvorhaben, Teilnahme an Arbeits- und Expertengruppen der betreffenden Bundesministerien, Anregungen zu Gesetzesinitiativen usw. Die Aus- und Fortbildung der Notare ist eine weitere Aufgabe.

## Aufsicht
Die Berufsaufsicht über die Notare gehört nicht zu den Aufgaben der Bundesnotarkammer. Die einzelnen Notare sind nicht Mitglieder der Bundesnotarkammer, sondern der Notarkammern auf der Ebene der Oberlandesgerichtsbezirke. Die Berufsaufsicht über sie wird von den örtlich zuständigen Landgerichtspräsidenten als Justizverwaltungsbehörden ausgeübt. Die Notarkammern vor Ort unterstützen diese dabei. Auch die Aufsicht über die Notarkammern ist nicht Aufgabe der Bundesnotarkammer.
Die Bundesnotarkammer selbst unterliegt gemäß § 77 Abs. 2 BNotO der Rechtsaufsicht durch das Bundesministerium der Justiz und für Verbraucherschutz. Die näheren Bestimmungen über die Organe der Bundesnotarkammer und ihre Befugnisse sind gemäß § 89 BNotO in der Satzung getroffen.

## Zentrales Vorsorgeregister
Die Bundesnotarkammer betreibt das Zentrale Vorsorgeregister, in dem Vorsorgevollmachten und Betreuungsverfügungen – jeweils auch in Verbindung mit Patientenverfügungen registriert – werden können.

## Zentrales Testamentsregister
Seit dem 1. Januar 2012 führt die Bundesnotarkammer auch ein Zentrales Testamentsregister zur Erfassung erbfolgerelevanter Urkunden (insbesondere Testamente und Erbverträge).

## Deutsches Notarinstitut
Die Bundesnotarkammer unterhält mit dem Deutschen Notarinstitut in Würzburg seit 1993 eine wissenschaftliche Einrichtung, die fachliche Anfragen von  Notaren bearbeit und hierzu Gutachten erstellt.

## Prüfungsamt für die notarielle Fachprüfung
Das Prüfungsamt für die notarielle Fachprüfung bei der Bundesnotarkammer ist eine nach § 7 g der Bundesnotarordnung (BNotO) eingerichtete fachlich unabhängige und selbstständige Verwaltungseinheit bei der Bundesnotarkammer. Das Prüfungsamt führt die notarielle Fachprüfung für Anwälte durch, die als Anwaltsnotar zugelassen werden möchten. Es handelt sich dabei um eine einheitliche Prüfung für alle Bundesländer im Bereich des Anwaltsnotariats.

## Mitgliedschaft
- Netzwerk Europäische Bewegung[4]
- Rat der Notariate der EU Mitglieder der C.N.U.E
- Internationale Union des Notariats (UINL)